# Prionomys batesi
Prionomys batesi är en däggdjursart som beskrevs av Guy Dollman 1910. Prionomys batesi är ensam i släktet Prionomys som ingår i familjen Nesomyidae. IUCN kategoriserar arten globalt som otillräckligt studerad. Inga underarter finns listade.

## Beskrivning
Arten är bara känd från några få ställen i Kamerun, Kongo-Brazzaville och Centralafrikanska republiken. Den hittades där i skogsdungar av regnskogen.
Denna gnagare blir ungefär 6 cm lång (huvud och bål) och därtill kommer en cirka 10 cm lång svans. Pälsfärgen på ovansidan är en blandning av brun och rosa med ett något ljusare ansikte. Kännetecknande är svarta ringar kring ögonen. Även undersidan är rosa mixat med grå. Håren på svansen har en mörkbrun till svart färg. Undersidan av svansens spets saknar nästan alla hår och därför antas att svansen används som gripverktyg.
Framfötterna har fyra tår som är utrustade med klor eller naglar. Av bakfotens fem tår har alla klor. Det finns inga rännor i de övre framtänderna.
Levnadssättet är nästan helt okänt. Individerna gräver underjordiska bon och äter insekter.